# Philogelos
Philogelos (in greco antico: Φιλόγελως?, Filòghelos, "amante del riso") è una raccolta di brevi raccontini, facezie e motti di spirito; il numero di tali storielle varia a seconda delle edizioni (vedi infra).

## Descrizione
Le storielle hanno per protagonisti personaggi "tipici": l'intellettuale pedante e sciocco (in greco σχολαστικός = laureato o anche professore), l'avaro, il buontempone, lo scorbutico intrattabile, l'inetto, il vile, il pigro, l'invidioso, l'affamato, quello con l'alito cattivo, il misogino, gli abitanti di particolari città note per la stupidità dei cittadini: Abdera, Sidone e Cuma.
Esse sono raggruppate per categorie, soprattutto in base al tipo dei protagonisti.
L'edizione più completa riporta 265 storie, generalmente di quattro o cinque righe.

## Storia dell'opera
L'opera è stata tradizionalmente attribuita a due autori distinti: Ierocle (filosofo alessandrino del V secolo d.C.) e Filagrio (un grammatico o un sofista della tarda antichità).
Alcuni studiosi moderni hanno vanamente tentato di attribuire le storie o gruppi di esse all'uno o all'altro dei supposti autori.
Numerosi indizi lessicali, sociali e culturali collocherebbero l'opera tra il V e il VI secolo d.C. anche se la presenza di chiari latinismi e costrutti grammaticali molto tardi propenderebbero per una datazione molto più tarda (tra il IX e il X secolo d.C.). Il testo pervenutoci potrebbe quindi essere la risultante di un secolare processo di stratificazione iniziato anticamente e conclusosi solo in epoca tarda.

## Edizioni
- Philogelos, (a cura di M. Freher e/o M. Goldast), Ledenburg, 1605 - Editio princeps
- G. Pachymeris declamationes XIII quarum XII ineditae, Hieroclis et Philagrii grammaticorum Φιλόγελως longe maximam partem ineditus, (a cura di J. F. Boisonade), Parigi, 1848
- Philogelos: Hieroclis et Philagrii facetiae, (a cura di A. Eberhard), Berlino, 1869
- Philogelos: der lachfreund, (a cura di A. Thierfelder), Monaco, 1968
- The Philogelos or Laughter-Lover (London Studies in Classical Philology Series, 10) ( a cura di Barry Baldwin), Amsterdam, 1983, ISBN 978-90-70265-45-8
- Philogelos, (a cura di R.D. Dawe), Monaco-Lipsia, 2000
- Come ridevano gli antichi (Philogelos), (a cura di T. Braccini), Genova, Il Melangolo, 2008
- Philogelos. Cuorcontento. Barzellette greche dei nostri avi, con testo greco a fronte, (a cura di Giuseppe Vergara), Grauseditore, Napoli 2011